# Salburg (Adelsgeschlecht)

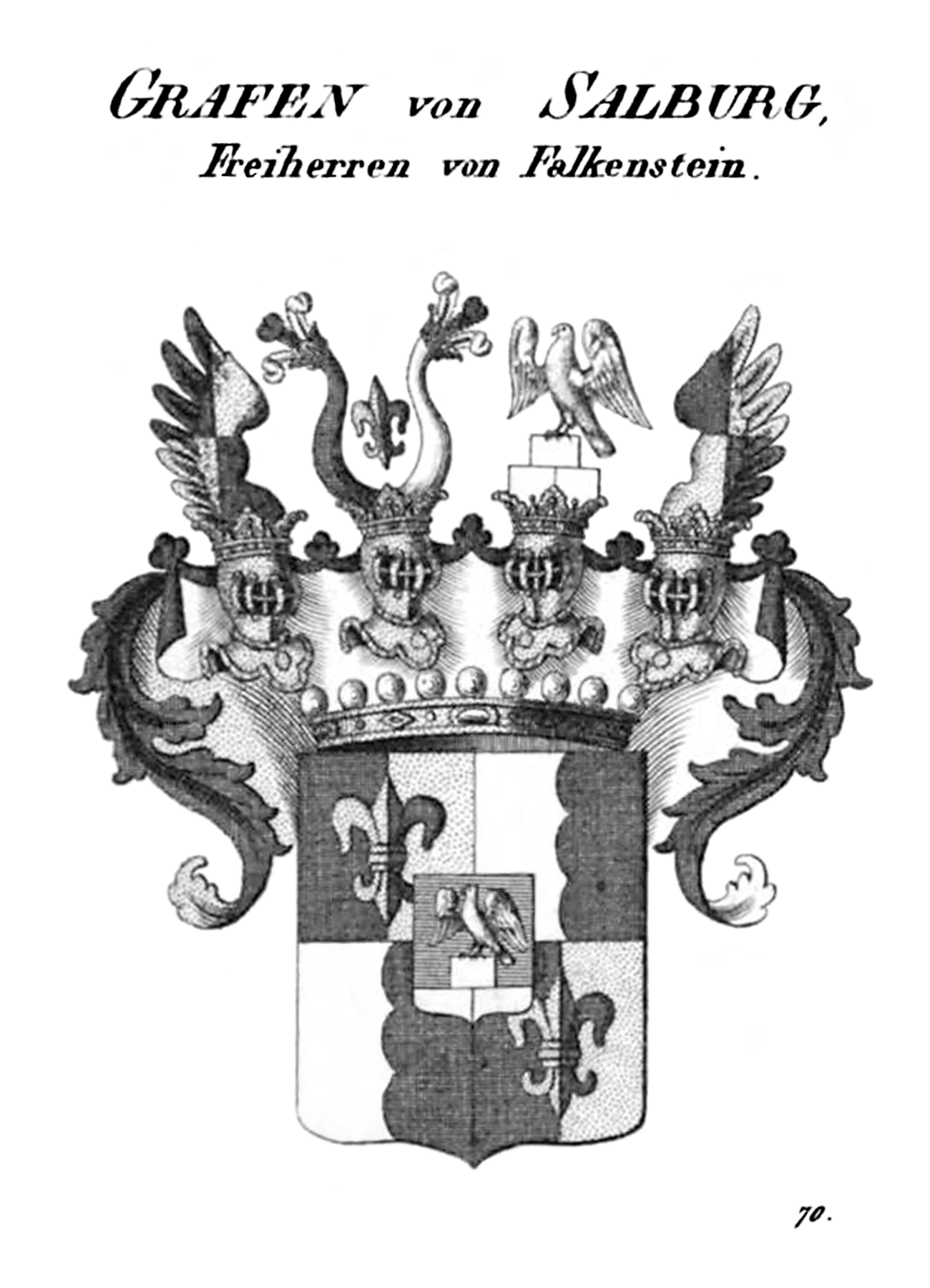
Wappen der Grafen von Salburg

Die Salburg (oder Salburger) sind ein Oberösterreichisches Adelsgeschlecht, das sich dann auch in Niederösterreich und Bayern ansiedelten. Das Geschlecht wurde 1608 zu Freiherren „von Salburg zu Aichperg und Falkenstain“ und 1665 in den Grafenstand erhoben.

## Geschichte
Die Familie soll aus dem Elsass kommen, als erster wird Bartlme (Bartholomäus) Salburger 1532 als Bürger von Hofkirchen im Mühlkreis genannt. Er wird 1540 Pfleger der an die Freiherrn von Herberstein verpfändeten Herrschaft Falkenstein im Mühlviertel. Als kaiserlicher Salzbereiter kam er zu Reichtum, seine Söhne mit Kunigunde/Maria Hainspöck kämpften 1566 gegen den Erbfeind. Kaiser Maximilian II. erhob die Salburg am 16. Jänner 1571 in Prag in den Ritterstand und verlieh ihnen das vom Vater Bartholomäus Salburger geführte bürgerliche Wappen.
Die Linie nach Oswald Salburg, der auf Falkenstein blieb, erlosch mit seinem Enkel Hermann Seifried in Bayern um 1730.
Gottfried Salburg war Pfleger in Schloss Eckartsau heiratete Barbara Spiller zu Mitterberg, hatte aber nur Töchter.
Heinrich Salburg hatte das passauische Lehen Aichberg inne, vor 1591 konnte er Falkenstein als Pfand übernehmen und 1605 gelangte er um ca. 37.000 Gulden in deren Besitz. Im selben Jahr erhielt er die Herrschaft Rainariegel, es folgten Hochhaus und Altenhof. Heinrich Salburg wurde am 6. Mai 1605 in die ob der Enns'sche Landmannschaft aufgenommen. Am 22. Mai selben Jahres wurde er von Kaiser Rudolf II. mit „von Salburg zu Aichperg und Falkenstain“ in den Freiherrenstand erhoben und ihm erlaubt, das Wappen der Falkenstein als Herzschild zu führen. Ein Grund war der Besitz der beiden Herrschaften Ranariegel und Falkenstein sowie der Güter Aichberg, Hochhaus und Altenhof. Ein weiter Grund war sicher auch, dass der lutherische Heinrich vor kurzem zum römisch-katholischen Glauben konvertierte. In Folge konnte er das Gut Riedau mit dem Amt St. Sixt im Hausruckviertel und die Herrschaft Salaberg in Niederösterreich an sich bringen. Wegen des Besitzes letzterer wurde er am 14. Juli 1616 auch in den niederösterreichischen Herrenstand aufgenommen. Heinrich starb am 15. Dezember 1612 und wurde in Hofkirchen beigesetzt.
Der Sohn Hans Heinrich († 5. Jänner 1638 in Wien) aus der ersten Ehe mit Ludovika Edelpöck von Schönau erhielt Falkenstein, Hochhaus, Altenhof und das Haus zu Hofkirchen. Sein Bruder Gottfried konnte das erhaltene Pfand Ranarigl 1620 als ein freies Eigen erwerben. Georg Siegmund aus der zweiten Ehe erhielt Salaberg und Gottlieb Riedau und den Nutzgenuss von Aichberg.
Es gab dann drei Linien, 1. zu Rannariedl (Ranariegl), dann zu Falkenstein, Altenhof und Hochhaus; 2. zu Salaberg und 3. zu Riedau und Aichberg, dann Falkenstein, Leonstein etc., von denen die beiden ersten Linie erloschen. Den Nachkommen Salburg-Falkenstein gehört heute noch Schloss Altenhof.

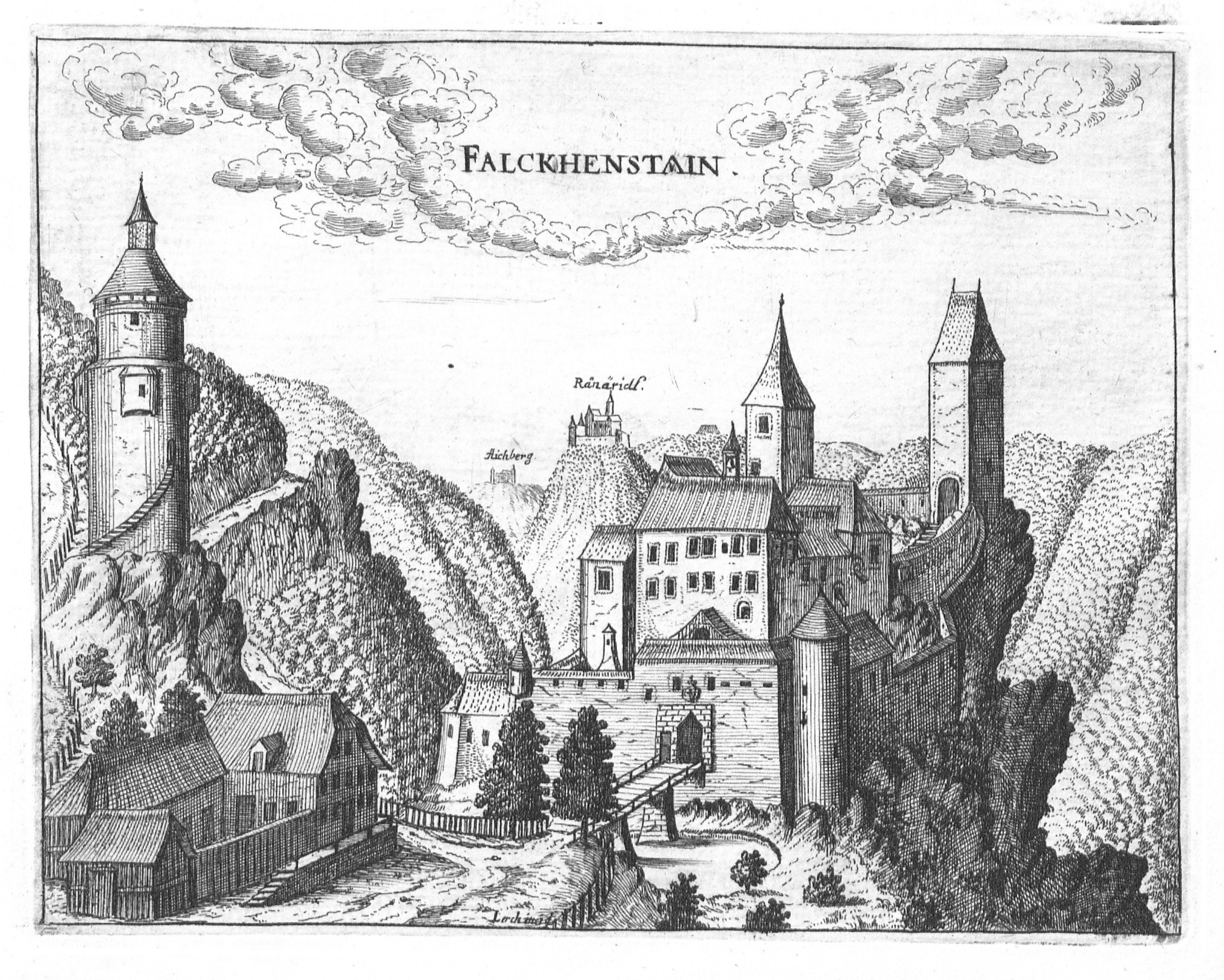
Schloss Falkenstein (heute Ruine)
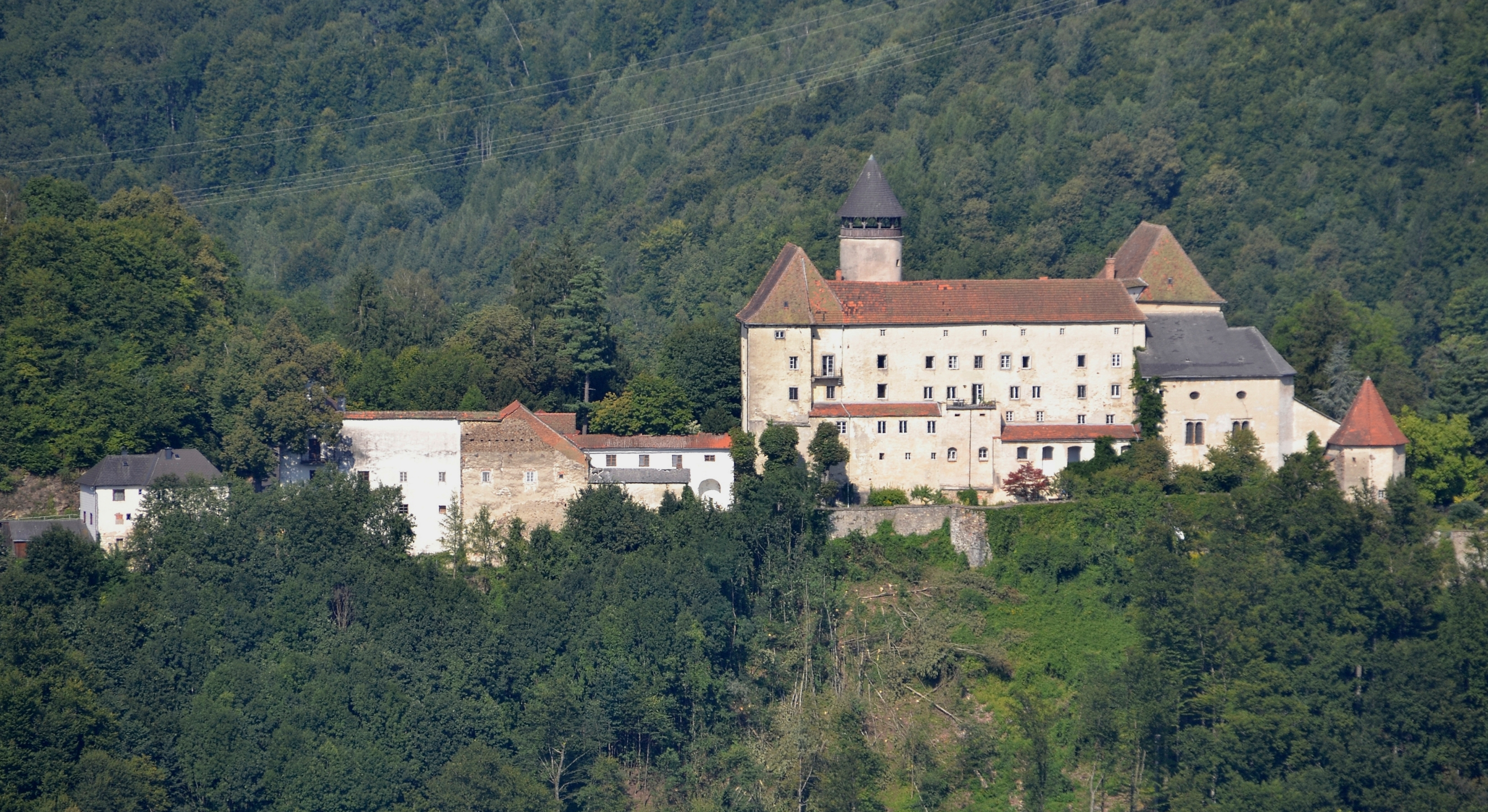
Schloss Rannariedl
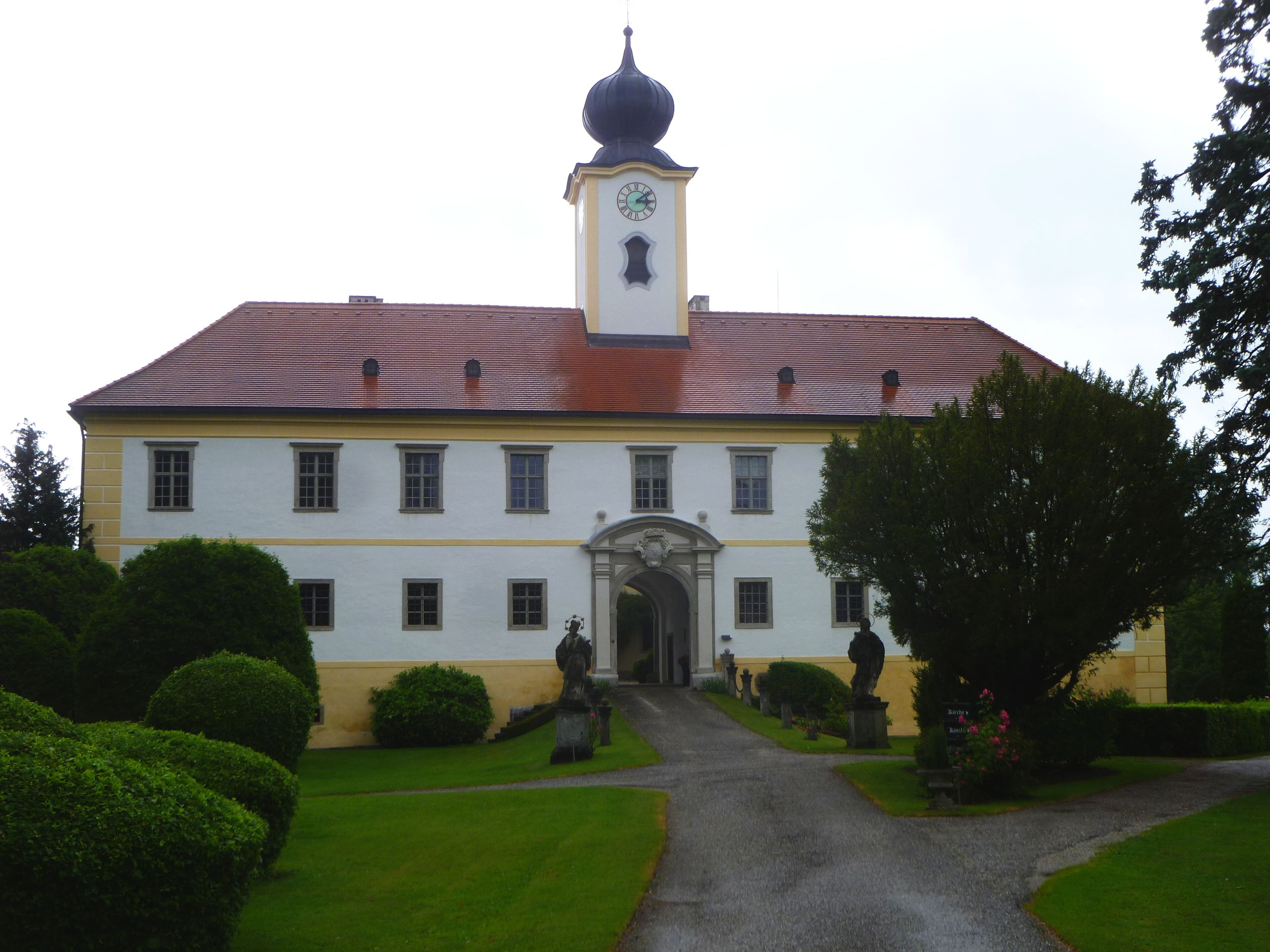
Schloss Altenhof
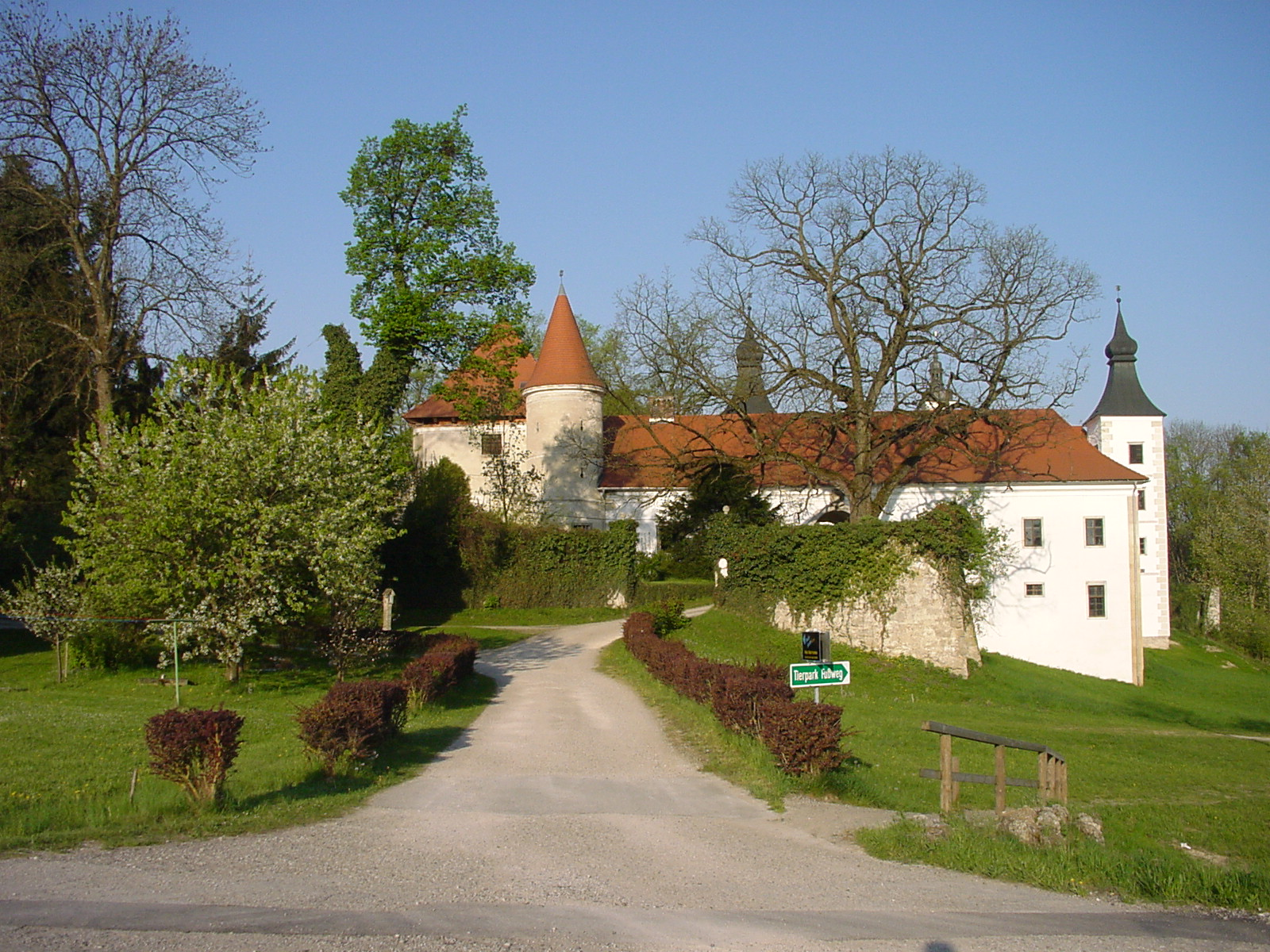
Schloss Salaberg
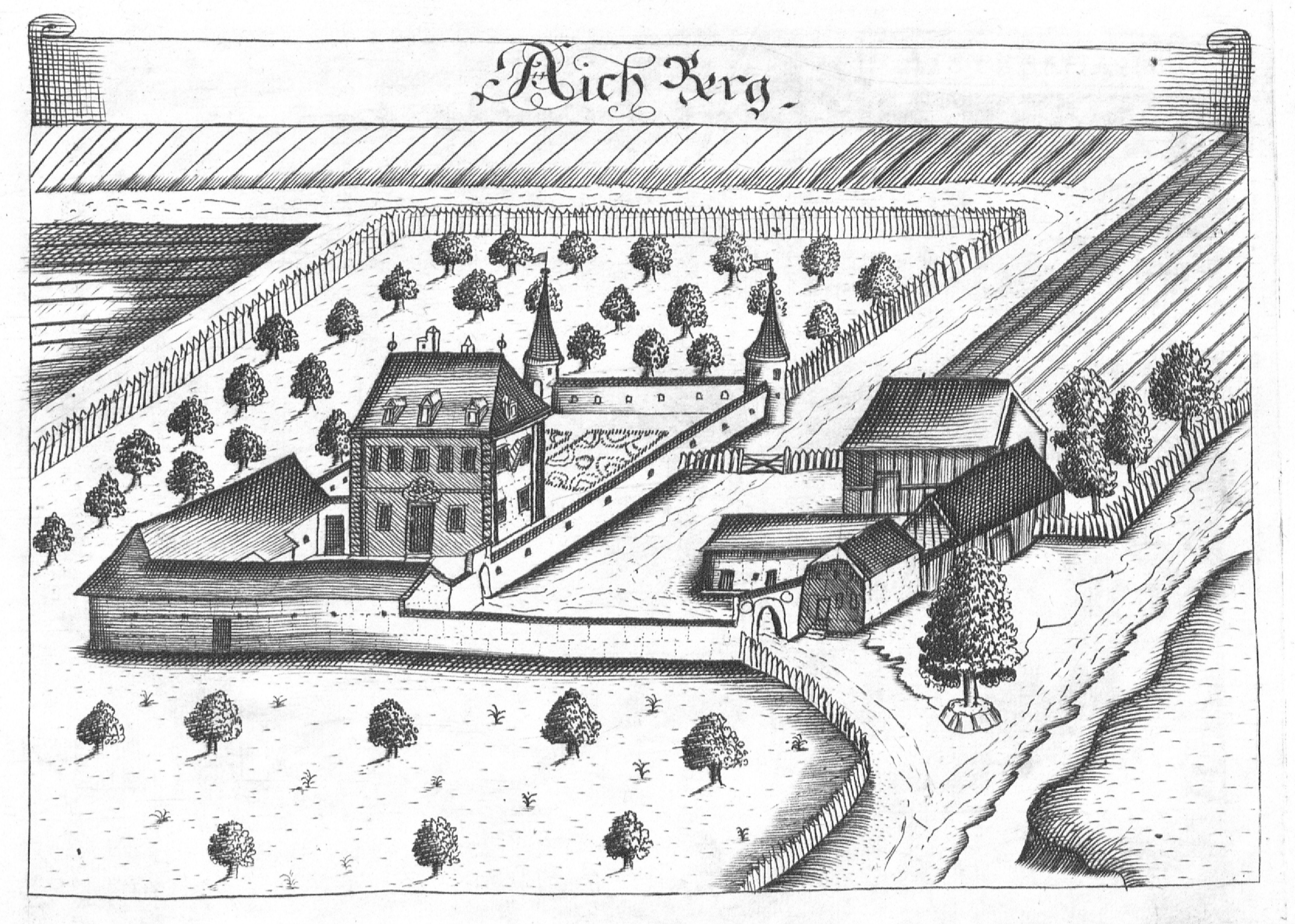
Schloss Aichberg (heute Bauernhaus)
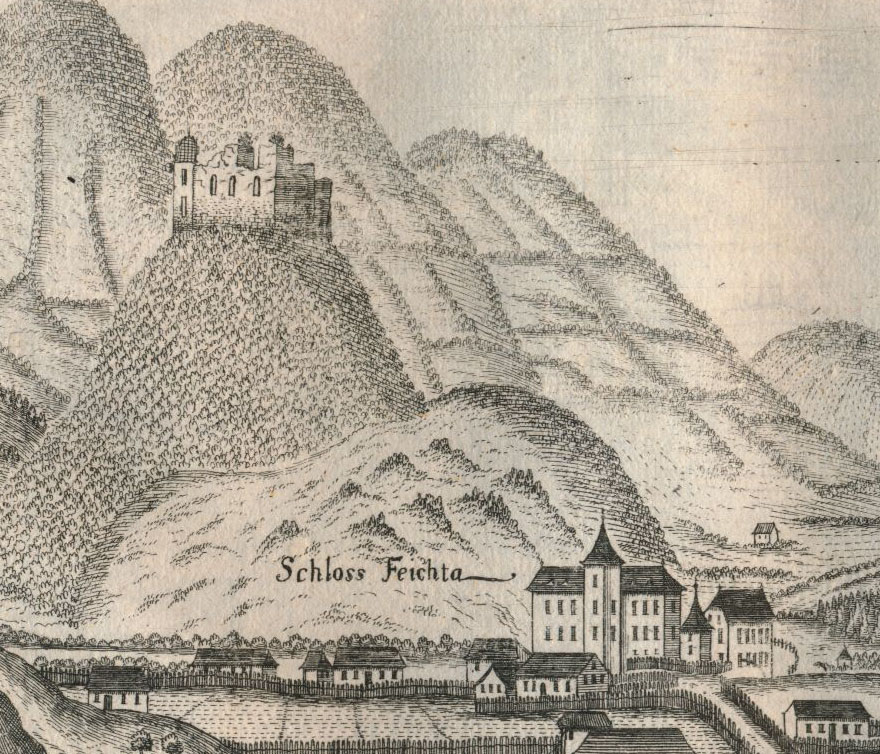
Schloss Leonstein

## Persönlichkeiten
- Franz Ferdinand Graf von Salburg († 5. November 1711), Feldmarschalleutnant
- Franz Ludwig Graf von Salburg (* 1689; † 4. Juni 1758), General der Kavallerie, Feldmarschall
- Johann Gottfried Graf von Salburg, 1701 Generalfeldwachtmeister
- Rudolf Ferdinand Graf von Salburg (1732–1806), Generalmajor
- Edith Krieg von Hochfelden, geborene Gräfin von Salburg (1886–1942), Schriftstellerin
- Norbert Salburg-Falkenstein (* 1940), Bailli und von 2006 bis 2022 Prokurator des Souveränen Malteser Ritter-Ordens von Österreich[2]

## Wappen
Stammwappen (1571)

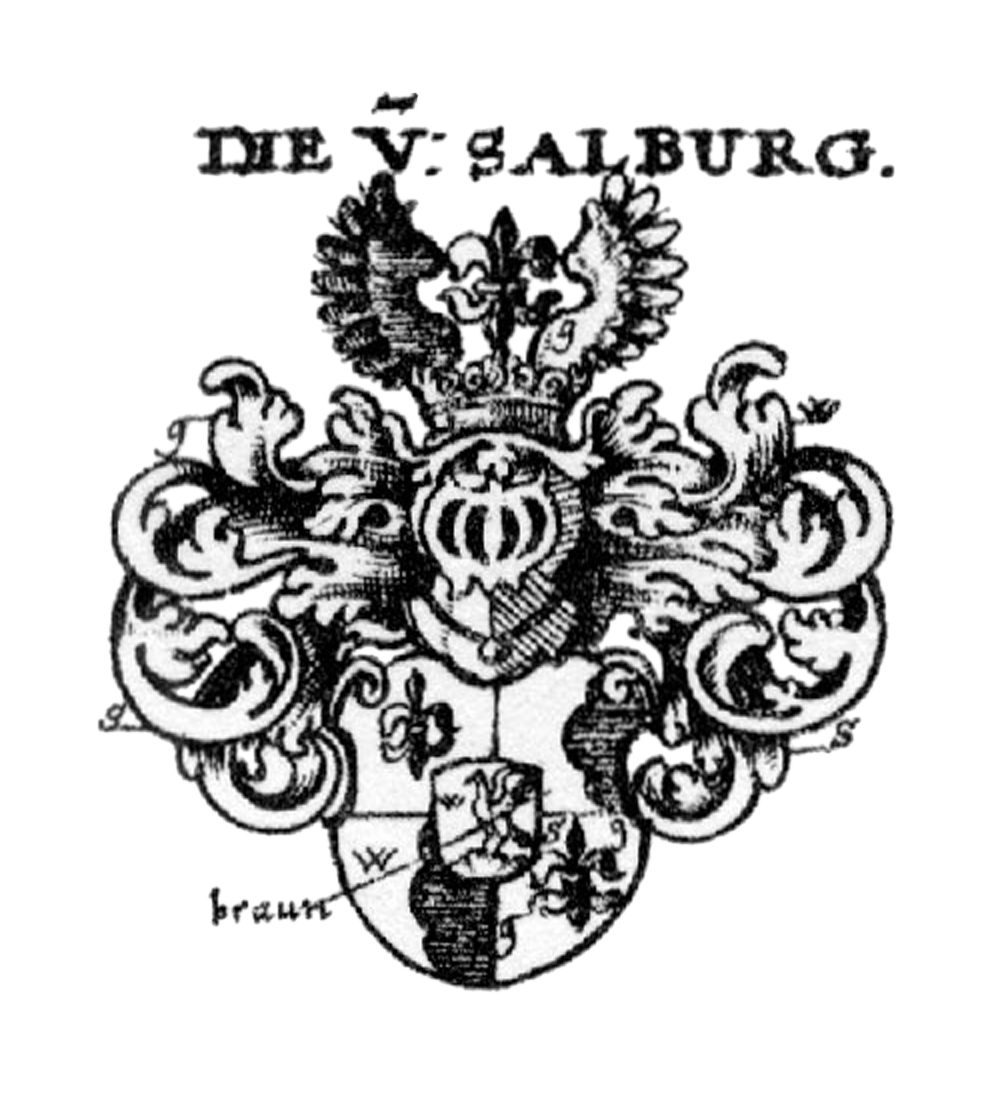
Stammwappen derer von Salburg

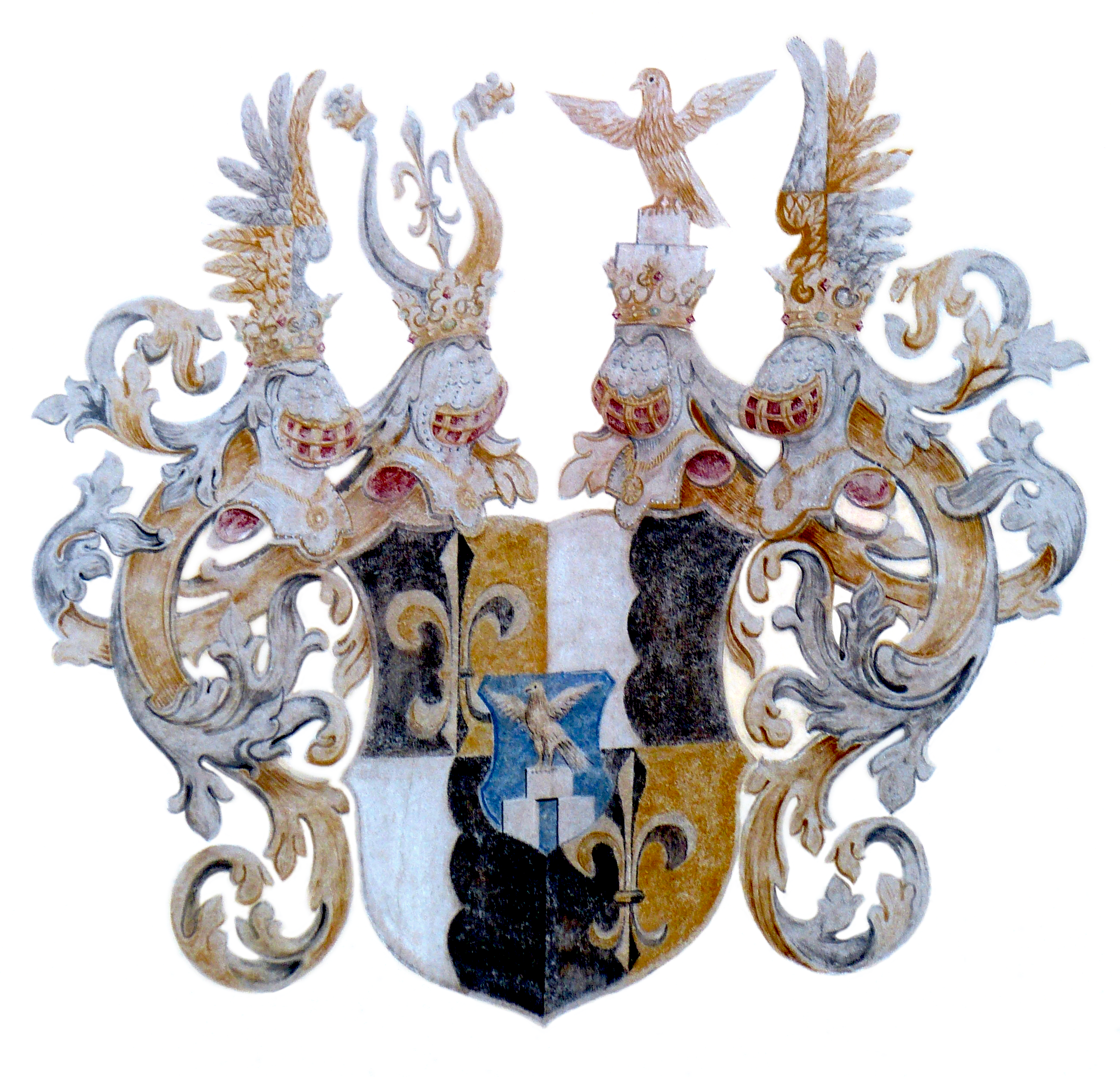
Wappen der Grafen von Salburg (Schloss Ort, Gmunden)

ein schwarz golden gespaltener Schild, mit einer Tinktur-gewechselten Lilie; ein gekrönter Helm mit offenem Flug, rechts schwarz, links gold mit der Lilie dazwischen. Die Helmdecken sind schwarz-gold.
Freiherrenwappen (1605)
Gevierter Schild, 1 und 4 das Stammwappen, 2 und 3 Silber und schwarz im Wolkenschnitt gespalten (Wappen der Hainspöck), Herzschild: in Silber ein hoher grüner Stein darauf ein natürlicher Falke (Wappen der Falkenstein). zwei offene Helme der erste gekrönt, Kleinod wie im Stammwappen; der zweite mit silber-schwarz gewundenem Bund darauf ein Hörnerpaar, rechts silbern, das Mundloch gekrönt, mit drei schwarz-silbern-schwarzen Straußenfedern bestückt, links schwarz und tinkturgewechselt (die Krone und die Federn??). Die Helmdecken sind schwarz-silbern.
Grafenwappen (1665)
Gevierter Schild wie vorher; Herzschild: in blauem Schild drei (1, 2) silberne Quadersteine darauf der zum Flug geschickte, natürlicher Falke vier gekrönte goldene Helme: der erste von schwarz und Gold gevierter Flügel; der zweite die Hörner mit silber-schwarz-silbern Straußenfedern bestückt, dazwischen die von Gold und schwarz gespaltene Lilie; der dritte zeigt den Falken auf drei Quadersteine; der vierte von schwarz und Gold gevierter Flügel. Die Helmdecken sind je zweimal schwarz-golden und schwarz-silbern.

## Stammliste
Die gesicherte Stammliste der Salburg beginnt mit Bartholomäus Salburg um 1550.